# 天主教俄克拉何马城总教区
天主教奧克拉荷馬城總教區（拉丁語：Archidioecesis Oklahomensis）是美國一個羅馬天主教教省總教區，也是該國三十二個總教區之一。
總教區管轄奧克拉荷馬州西部，並轄兩個教區，面積為42470平方英里。總教區有超過12萬名教友、七十一個堂區和一百三十名司鐸。
現任總主教為保祿·斯塔格·考克萊，榮休總主教為恩彪·若瑟·貝爾特倫。
奧克拉荷馬城教區於1905年成立，1930年改名為奧克拉荷馬城暨塔爾薩教區，1972年12月13日升為總教區。